# Nuria Quevedo

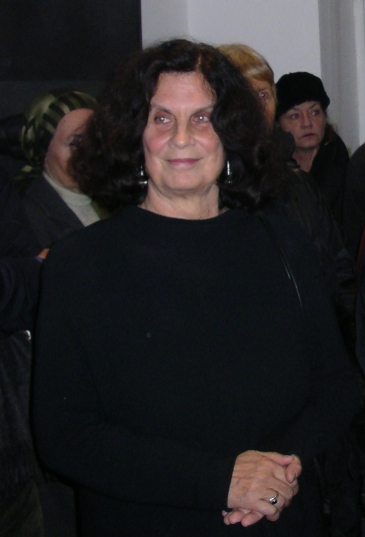
Nuria Quevedo während einer Ausstellungseröffnung, 2008

Núria Quevedo (geboren 18. März 1938 in Barcelona) ist eine deutsche Malerin und Grafikerin spanischer Abstammung.

## Leben und Wirken
Núria Quevedo ist die Tochter republikanischer Emigranten, die 1952 nach Berlin auswanderten. Das Thema Exil und das damit verbundene Gefühl der Entwurzelung ist eines ihrer Hauptthemen.

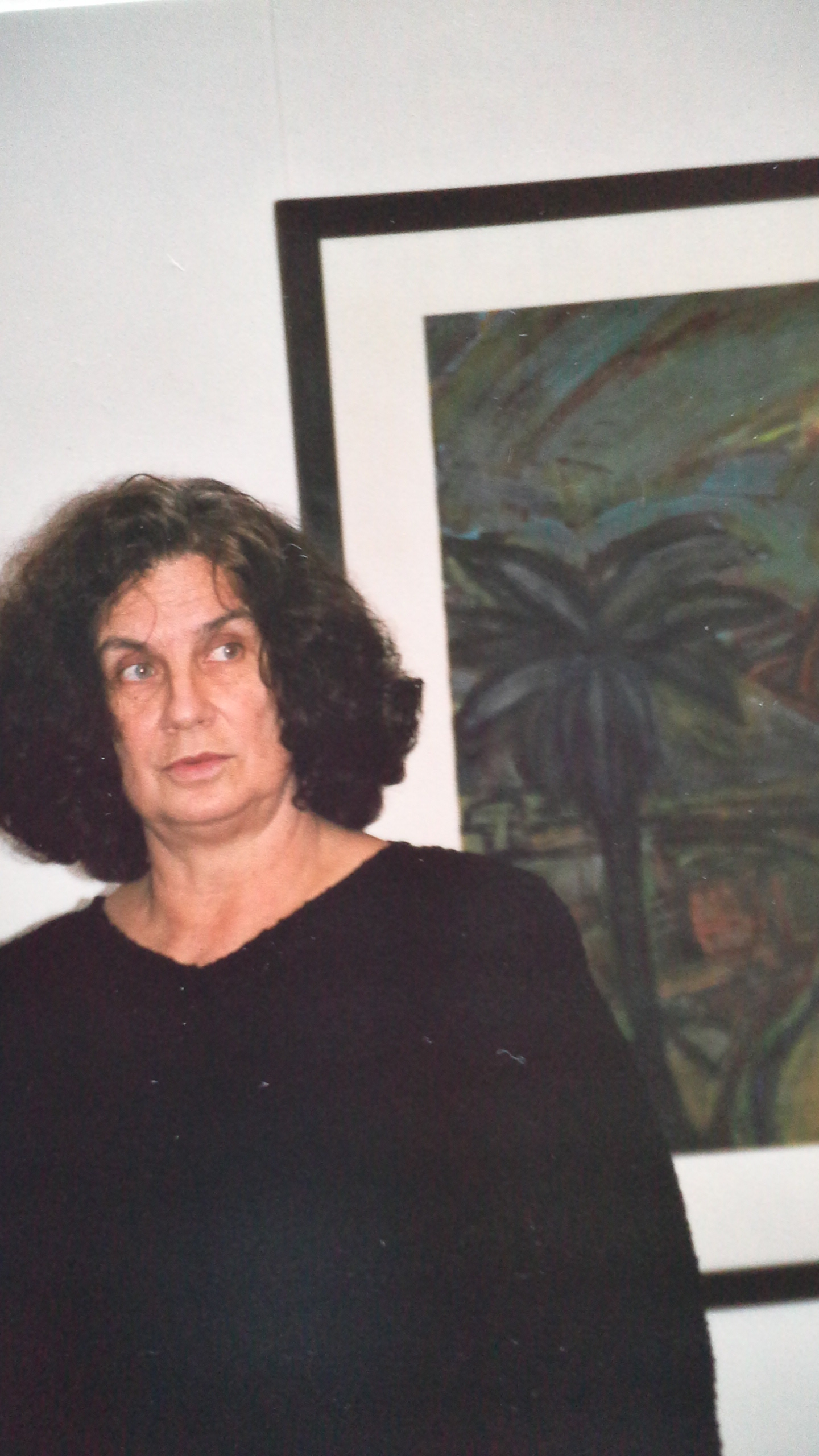
Nuria Quevedo am 5. Dezember 2000 in der Galerie der Berliner Graphikpresse

Quevedo besuchte von 1955 bis 1958 die Arbeiter- und Bauern-Fakultät Berlin und studierte anschließend von 1958 bis 1963 an der Hochschule für Bildende und Angewandte Kunst in Berlin-Weißensee in der Fachrichtung Grafik bei Arno Mohr, Klaus Wittkugel und Werner Klemke. Seit 1963 arbeitet sie freischaffend; in den 1970er-Jahren entstehen zahlreiche Buchillustrationen. In der Zeit als Meisterschülerin bei Klemke (1968 bis 1971) an der Akademie der Künste der DDR begann sie, sich autodidaktisch der Malerei zu nähern.
1974 war sie die erste Preisträgerin des Max-Lingner-Preises. Zur Begründung hieß es: „Sie entspricht durch die politische Überzeugungskraft ihres Werkes der politischen Haltung Max Lingners, durch ihre Nationalität ist der internationalistische Aspekt berücksichtigt … Der Reifegrad ihres Werkes erlaubt den Schluss, dass der Name des ersten Lingner-Preisträgers in der weiteren künstlerischen Entwicklung Bedeutung behält.“ 1986 wurde sie Mitglied der Akademie der Künste der DDR, aus der sie 1991 austrat. Sie war bis 1990 Mitglied des Verbands Bildender Künstler der DDR und hatte in der DDR und im Ausland eine bedeutende Zahl von Einzelausstellungen und Ausstellungsbeteiligungen, u. a. von 1967 bis 1988 an allen Deutschen Kunstausstellungen bzw. Kunstausstellungen der DDR in Dresden.
1992 gründete sie, u. a. mit Marguerite Blume-Cárdenas, Elli Graetz, Annett Gröschner, Gisela Kurkhaus-Müller, Emerita Pansowová und Ursula Strozynski die Künstlerinnen-Initiative Xanthippe e. V.
Von 1994 bis 1996 war Nuria Quevedo Gastprofessorin am Caspar-David-Friedrich-Institut der Universität Greifswald. Seit 1997 lebt und arbeitet Quevedo abwechselnd in Berlin und im katalanischen Sant Feliu de Guíxols.
Nuria Quevedo ist mit dem Dokumentarfilm-Regisseur Karlheinz Mund verheiratet.

## Weitere Ehrungen
- 1960: Erster Preis für ein Plakat zu den Weltfestspielen der Jugend und Studenten in Helsinki
- 1965: Ernst-Zinna-Preis der Stadt Berlin
- 1979: Kunstpreis der DDR
- 1982: Goethepreis der Stadt Berlin
- 1987: Orden „Lazo de Dama de Isabel la Catolica“ (Damenschleife von Isabel Ikadelikin)
- 1988: Kunstpreis des FDGB
- 1989: Nationalpreis der DDR II. Klasse
- 2005: „Hans-Meid-Medaille“ für Illustration
- 2023: „Kunstpreis zu Ehren von Karl Schmidt-Rottluff Chemnitz“ der Stiftung zu Ehren von Karl Schmidt-Rottluff Chemnitz[3]

## Öffentlichen Sammlungen und Museen mit Werken Nuria Quevedos (in alphabetischer Reihenfolge der Orte; unvollständig)
- Aachen: Ludwig Forum für Internationale Kunst
- Altenburg/Thür.: Lindenau-Museum
- Beeskow: Kunstarchiv Beeskow
- Berlin: Akademie der Künste
- Berlin: Neue Nationalgalerie[4]
- Berlin: Kupferstichkabinett
- Berlin: Berlinische Galerie[5]
- Berlin: Kunstsammlung des Deutschen Bundestages
- Berlin: Kunstsammlung Berlin-Pankow[6]
- Chemnitz: Kunstsammlungen am Theaterplatz[7]
- Chemnitz: Kunstsammlung der Wismut GmbH
- Dresden: Galerie Neue Meister[8]
- Dresden, Kupferstichkabinett[8]
- Frankfurt/Oder: Brandenburgisches Landesmuseum für moderne Kunst (vormals Museum Junge Kunst)
- Frankfurt/Oder: Kleist-Museum[6]
- Halle/Saale: Kunstmuseum Moritzburg Halle
- Köln: Museum Ludwig
- Leipzig: Museum der bildenden Künste
- Rostock: Kunsthalle Rostock
- Schwerin: Staatliches Museum Schwerin
- Zeitz: Museum Schloss Moritzburg[6]

## Buchillustrationen
- 1964: Anita und Walter Dietze (Hrsg.): Deutsche Epigramme aus vier Jahrhunderten. Verlag Philipp Reclam jun. Leipzig 1964.
- 1965: Alphonse Daudet: Tartarin in den Alpen. Neue Abenteuer des Heros aus Tarascon. Insel, Leipzig 1965.
- 1966: Werner Bahner (Hrsg.): Die drei genarrten Ehemänner. Spanische Novellen aus dem goldenen Zeitalter. Reclam, Leipzig 1966.
- 1967: Werner Liersch (Hrsg.): Die unmögliche Tatsache. Deutsche Poeten heiter bis undsoweiter. BuchClub 65, Berlin 1967.
- 1968: Eva Schede: Der Baum der Geheimnisse und andere alte Geschichten aus Frankreich. Kinderbuchverlag, Berlin 1968.
- 1969: Fritz Rudolf Fries: Der Fernsehkrieg. Mitteldeutscher Verlag, Halle 1969.
- 1974: Franz Fühmann: Prometheus. Die Titanenschlacht. Kinderbuchverlag, Berlin 1974.
- 1981: Anna Seghers: Aufstand der Fischer von St. Barbara. Kiepenheuer, Leipzig, Weimar 1981.
- 1983: Lene Klein, Walter Klein: Das Fest im Urwald. Märchen, Sagen und Volkserzählungen aus Brasilien. Kinderbuchverlag, Berlin 1983.
- 1984: Christa Wolf: Kassandra. Erzählung. (mit Reproduktionen von elf Radierungen; auch als Vorzugsausgabe mit beigegebener signierter und nummerierter Originalradierung) Verlag Philipp Reclam jun. Reclam Leipzig 1984.

## Grafikmappen
- 1965: Fünf freundliche Radierungen und ein Schreckgespenst
- 1985: Dreizehn Träume (Texte Franz Fühmanns und sechs signierte Original-Lithographien v. Núria Quevedo)
- 1985: Graphische Blätter zu Volker Braun. Der Eisenwagen (Grafische Blätter zu zeitgenössischer Dichtung)
- 1985: Neun Radierungen zu Kassandra von Christa Wolf
- 1989: Das Leben ist Traum (9 Farblithographien. 5. Druck der Berliner Graphikpresse)[9]
- 1993: Karl Mickel: „Kants Affe. Ein Todtengespräch – Immanuel Kant/de Sade“ mit 9 Originalgrafiken (Kaltnadelradierung und Aquatinta) von Núria Quevedo und zwei signierten Notenschriften von Friedrich B. Schenker
- 1997: Bleikugeln in der Hand (Texte aus den Jahren 1985–1997 und fünf Radierungen von Núria Quevedo)
- 1999: Radwechsel (Gedicht von Karl Mickel mit einem Original-Holzschnitt von Núria Quevedo)
- 2003: Das Licht von Zauche. Kapriolen. (zwei Erzählungen von Kerstin Hensel mit zwei signierten Originalradierungen von Núria Quevedo)

## Ausstellungen (unvollständig)
- 1965: Galerie im Turm, Berlin
- 1975: Galerie Oben, Karl-Marx-Stadt (Ausstellung mit Claus-Lutz Gaedicke)
- 1976: Galerie Arkade, Berlin
- 1978: Staatliche Galerie Moritzburg, Halle (Saale) und Galerie Poll, Berlin
- 1981: Staatliches Museum Schwerin, Schwerin
- 1984: Kleine Galerie in Strasburg (Uckermark) und Galerie im Bunker (mit Heidrun Hegewald), Frankfurt/Main
- 1985: Galerie Junge Kunst, Frankfurt (Oder)
- 1986: Staatliche Kunstsammlungen Dresden, Albertinum in Dresden und Kunsthalle Rostock
- 1989: Staatliche Galerie Moritzburg, Halle (Saale) (mit Emerita Pansowová)
- 1991: Galerie oben, Chemnitz und Akademie der Künste zu Berlin
- 1992: Galerie am Strausberger Platz, Berlin
- 1993: Galerie in der Mathematischen Fachbibliothek der TU Berlin
- 1994: Galerie 100 und Galerie Sophienstraße 8, Berlin
- 1995: Galerie Zunge, Berlin
- 1997: Galerie M, Berlin (Berndt Wilde, Bildhauer)
- 2003: Deutscher Dom, Berlin und Nationalgalerie Berlin („Kunst in der DDR“)
- 2006: Museu d’Història de Sant Feliu de Guixols (Spanien/Katalonien)
- 2007: Forum Amalienpark Pankow, Berlin (mit Achim Freyer, Eberhard Hertwig, Günter Blendinger)
- 2010: Galerie in der Mathematischen Fachbibliothek der TU Berlin
- 2023/2024: Chemnitz, Kunstsammlungen am Theaterplatz[10]

## Kataloge
- 1976: Nuria Quevedo. Katalog zur Ausstellung in der Galerie Arkade in Berlin 1976.
- 1978: Nuria Quevedo. Malerei, Druckgrafik, Handzeichnungen. Katalog zur Ausstellung im Grafischen Kabinett der Staatlichen Galerie Moritzburg Halle 1978.
- 1979: Weggefährten – Zeitgenossen. Bildende Kunst aus drei Jahrzehnten. Katalog zur Ausstellung im Alten Museum Berlin 1979.
- 1980: Berliner Kunst. Retrospektive. Malerei, Grafik, Plastik. Katalog zur Ausstellung im Ausstellungszentrum am Fernsehturm Berlin 1980.
- 1981: Nuria Quevedo. Malerei, Handzeichnungen, Druckgrafik. Katalog zur Ausstellung im Staatlichen Museum Schwerin 1981.
- 1985: Nuria Quevedo. Grafik, Zeichnungen, Aquarelle, Gouachen. Katalog zur Ausstellung im Kabinett der Galerie Junge Kunst Frankfurt/Oder 1985.
- 1986: Nuria Quevedo. Malerei, Zeichnungen, Aquarelle, Grafik. Katalog zu den Ausstellungen in Dresden und Rostock 1986. Staatliche Kunstsammlungen Dresden. Galerie Neue Meister – Albertinum (Hrsg.)
- 1987: Menschenbilder. Kunst aus der DDR. Katalog zu den Ausstellungen in Bonn, Münster und Saarbrücken. DuMont, Köln 1986.
- 1990: Menschenbildnis in der Diskussion. Katalog zur Ausstellung zur 1. Menschenbildtagung Kleinsassen. Landkreis Fulda (Hrsg.), Rotation, Berlin 1990.
- 1991: Nuria Quevedo. Katalog zur Ausstellung in Chemnitz vom 23. Januar bis 23. Februar 1991. Galerie Oben, Chemnitz.
- 1992: Nuria Quevedo. Malerei und Zeichnungen. Katalog zur Ausstellung in der Galerie am Robert-Koch-Platz Berlin. Akademie der Künste zu Berlin (Hrsg.) Selbstverlag.
- 1995: Nuria Quevedo. Malerei und Graphik. Katalogheft zur Ausstellung in der Galerie am Pfaffenteich (Schwerin) 1995 am Pfaffenteich.
- 1995: Unsere Freunde, die Maler. Publikation/Katalog in Korrespondenz zur Ausstellung in der Kurt-Tucholsky-Gedenkstätte Schloss Rheinsberg 1995. Janus, Berlin.
- 1997: Nuria Quevedo. Malerei. Stiftung Kulturfonds, Galerie Sophien Edition (Berlin), Galerie am Strausberger Platz (Berlin), Kunsthandlung Höhen (Cuxhaven) Rucksaldruck
- 2003: Nuria Quevedo im Deutschen Dom. Katalog zur Ausstellung im Deutschen Dom 2003. Geleitwort von Wolfgang Thierse. Hrsg. Andreas Kaernbach. Kunstbeirat des Deutschen Bundestages, Berlin.
- 2003: Nationalgalerie Berlin. Kunst in der DDR. Katalog zur Ausstellung in der Nationalgalerie Berlin 2003. Seemann.
- 2006: Núria Quevedo. Obra sobre paper i tela. Katalog zur Ausstellung im Museum in Sant Feliu de Guíxols (Spanien). Museu d’História (Hrsg.), Sant Feliu de Guíxols.

### Nachschlagewerke und Essays
- Anita Kühnel: Nuria Quevedo. In: Bildende Kunst, Berlin, 2/1982, S. 76–78

- Hans F. Schweers: Gemälde in Museen. Deutschland, Österreich, Schweiz. Teil I. Band 2. Künstler und ihre Werke. K. G. Saur, München 2008, S. 1208

- Quevedo-Texidó, Nuria. In: Dietmar Eisold (Hrsg.): Lexikon Künstler in der DDR. Verlag Neues Leben, Berlin 2010, ISBN 978-3-355-01761-9, S. 731–733
- Kurzbiografie zu: Quevedo, Nuria. In: Wer war wer in der DDR? 5. Ausgabe. Band 2. Ch. Links, Berlin 2010, ISBN 978-3-86153-561-4.

- Nicky Heise: Nuria Quevedo. In: Allgemeines Künstlerlexikon (AKL) – Die Bildenden Künstler aller Zeiten und Völker, Bd. 97, S. 274, De Gruyter, München 2017. ISBN 978-3-11-023263-9

### Kataloge
- 1976: Nuria Quevedo. Katalog zur Ausstellung in der Galerie Arkade in Berlin 1976.
- 1978: Nuria Quevedo. Malerei, Druckgrafik, Handzeichnungen. Katalog zur Ausstellung im Grafischen Kabinett der Staatlichen Galerie Moritzburg Halle 1978.
- 1979: Weggefährten – Zeitgenossen. Bildende Kunst aus drei Jahrzehnten. Katalog zur Ausstellung im Alten Museum Berlin 1979.
- 1980: Berliner Kunst. Retrospektive. Malerei, Grafik, Plastik. Katalog zur Ausstellung im Ausstellungszentrum am Fernsehturm Berlin 1980.
- 1981: Nuria Quevedo. Malerei, Handzeichnungen, Druckgrafik. Katalog zur Ausstellung im Staatlichen Museum Schwerin 1981.
- 1985: Nuria Quevedo. Grafik, Zeichnungen, Aquarelle, Gouachen. Katalog zur Ausstellung im Kabinett der Galerie Junge Kunst Frankfurt/Oder 1985.
- 1986: Nuria Quevedo. Malerei, Zeichnungen, Aquarelle, Grafik. Katalog zu den Ausstellungen in Dresden und Rostock 1986. Staatliche Kunstsammlungen Dresden. Galerie Neue Meister – Albertinum (Hrsg.)
- 1987: Menschenbilder. Kunst aus der DDR. Katalog zu den Ausstellungen in Bonn, Münster und Saarbrücken. DuMont, Köln 1986.
- 1990: Menschenbildnis in der Diskussion. Katalog zur Ausstellung zur 1. Menschenbildtagung Kleinsassen. Landkreis Fulda (Hrsg.), Rotation, Berlin 1990.
- 1991: Nuria Quevedo. Katalog zur Ausstellung in Chemnitz vom 23. Januar bis 23. Februar 1991. Galerie Oben, Chemnitz.
- 1992: Nuria Quevedo. Malerei und Zeichnungen. Katalog zur Ausstellung in der Galerie am Robert-Koch-Platz Berlin. Akademie der Künste zu Berlin (Hrsg.) Selbstverlag.
- 1995: Nuria Quevedo. Malerei und Graphik. Katalogheft zur Ausstellung in der Galerie am Pfaffenteich (Schwerin) 1995 am Pfaffenteich.
- 1995: Unsere Freunde, die Maler. Publikation/Katalog in Korrespondenz zur Ausstellung in der Kurt-Tucholsky-Gedenkstätte Schloss Rheinsberg 1995. Janus, Berlin.
- 1997: Nuria Quevedo. Malerei. Stiftung Kulturfonds, Galerie Sophien Edition (Berlin), Galerie am Strausberger Platz (Berlin), Kunsthandlung Höhen (Cuxhaven) Rucksaldruck
- 2003: Nuria Quevedo im Deutschen Dom. Katalog zur Ausstellung im Deutschen Dom 2003. Geleitwort von Wolfgang Thierse. Hrsg. Andreas Kaernbach. Kunstbeirat des Deutschen Bundestages, Berlin.
- 2003: Nationalgalerie Berlin. Kunst in der DDR. Katalog zur Ausstellung in der Nationalgalerie Berlin 2003. Seemann.
- 2006: Núria Quevedo. Obra sobre paper i tela. Katalog zur Ausstellung im Museum in Sant Feliu de Guíxols (Spanien). Museu d’História (Hrsg.), Sant Feliu de Guíxols.